# Golbachiella hilaris
Golbachiella hilaris là một loài tò vò trong họ Ichneumonidae.